# Basketball-Weltmeisterschaft 1974
Die 7. Basketball-Weltmeisterschaft der Herren fand vom 3. bis 14. Juli 1974 in Puerto Rico mit 14 Teilnehmerstaaten statt.

## Austragungsorte
| Stadt    | Austragungsort              | Kapazität |
| -------- | --------------------------- | --------- |
| Ponce    | Auditorio Pachín Vicéns     | 8.000     |
| San Juan | Coliseo Roberto Clemente    | 12.000    |
| Caguas   | Coliseo Héctor Solá Bezares | 10.000    |

## Vorrunde
In der Vorrunde spielten jeweils vier Mannschaften in drei Gruppen gegeneinander. Der Sieger eines Spiels erhielt zwei Punkte, der Verlierer einen Punkt. Stand ein Spiel am Ende der regulären Spielzeit unentschieden, so gab es Verlängerung.
Die Auslosung ergab folgende Gruppen:
| Gruppe A                                                          | Gruppe B                                                   | Gruppe C                                        |
| ----------------------------------------------------------------- | ---------------------------------------------------------- | ----------------------------------------------- |
| - Zentralafrikanische Republik - Brasilien - Mexiko - Sowjetunion | - Argentinien - Spanien - Philippinen - Vereinigte Staaten | - Australien - Kanada - Kuba - Tschechoslowakei |

### Gruppe A - Ponce
| Spiel | Team 1      | Team 2                       | 1.H.  | 2.H.  | Verl. | Ergebnis |
| ----- | ----------- | ---------------------------- | ----- | ----- | ----- | -------- |
| A1    | Sowjetunion | Zentralafrikanische Republik | 72:23 | 68:25 | –     | 140:48   |
| A2    | Mexiko      | Brasilien                    | 27:46 | 51:54 | –     | 78:100   |
| A3    | Mexiko      | Zentralafrikanische Republik | 61:40 | 45:42 | –     | 106:82   |
| A4    | Brasilien   | Sowjetunion                  | 25:39 | 35:40 | –     | 60:79    |
| A5    | Brasilien   | Zentralafrikanische Republik | 47:32 | 47:22 | –     | 94:54    |
| A6    | Sowjetunion | Mexiko                       | 46:41 | 49:39 | –     | 95:80    |

### Gruppe B - San Juan
| Spiel | Team 1             | Team 2             | 1.H.  | 2.H.  | Verl. | Ergebnis |
| ----- | ------------------ | ------------------ | ----- | ----- | ----- | -------- |
| B1    | Philippinen        | Vereinigte Staaten | 38:57 | 47:78 | –     | 85:135   |
| B2    | Spanien            | Argentinien        | 44:47 | 52:42 | –     | 96:89    |
| B3    | Philippinen        | Argentinien        | 48:59 | 42:52 | –     | 90:111   |
| B4    | Vereinigte Staaten | Spanien            | 51:35 | 63:36 | –     | 114:71   |
| B5    | Spanien            | Philippinen        | 59:41 | 58:44 | –     | 117:85   |
| B6    | Argentinien        | Vereinigte Staaten | 43:56 | 43:53 | –     | 86:109   |

### Gruppe C - Caguas
| Spiel | Team 1           | Team 2           | 1.H.  | 2.H.  | Verl. | Ergebnis |
| ----- | ---------------- | ---------------- | ----- | ----- | ----- | -------- |
| C1    | Australien       | Kanada           | 36:40 | 33:40 | –     | 69:80    |
| C2    | Kuba             | Tschechoslowakei | 26:30 | 35:30 | –     | 61:60    |
| C3    | Kuba             | Australien       | 48:44 | 44:35 | –     | 92:79    |
| C4    | Tschechoslowakei | Kanada           | 42:40 | 33:43 | –     | 75:83    |
| C5    | Tschechoslowakei | Australien       | 46:38 | 43:46 | –     | 89:84    |
| C6    | Kuba             | Kanada           | 42:46 | 38:33 | –     | 80:79    |

## Klassifikationsrunde - Caguas
Nach der Vorrunde spielten die dritt- und viertplatzierten jeder Gruppe in der Klassifikationsrunde um die Plätze 9 bis 14.
Ergebnisse von Begegnungen, welche schon in der Vorrunde stattfanden wurden übernommen. Bei Punktgleichheit in der Abschlusstabelle bestimmte der direkte Vergleich der Mannschaften über die Platzierung. Fand dadurch keine Entscheidung statt, war das Korbverhältnis der Spiele untereinander ausschlaggebend.
| Spiel | Team 1                       | Team 2                       | 1.H.  | 2.H.  | Verl. | Ergebnis |
| ----- | ---------------------------- | ---------------------------- | ----- | ----- | ----- | -------- |
| 19    | Tschechoslowakei             | Mexiko                       | 44:49 | 40:45 | –     | 84:94    |
| 20    | Philippinen                  | Australien                   | 50:50 | 51:50 | –     | 101:100  |
| 21    | Zentralafrikanische Republik | Argentinien                  | 42:59 | 28:62 | –     | 70:121   |
| 22    | Mexiko                       | Philippinen                  | 44:42 | 57:42 | –     | 101:84   |
| 23    | Australien                   | Argentinien                  | 53:48 | 49:52 | –     | 102:100  |
| 24    | Zentralafrikanische Republik | Tschechoslowakei             | 32:65 | 38:48 | –     | 70:113   |
| 25    | Australien                   | Zentralafrikanische Republik | 45:21 | 51:46 | –     | 96:67    |
| 26    | Philippinen                  | Tschechoslowakei             | 46:59 | 66:60 | –     | 112:119  |
| 27    | Argentinien                  | Mexiko                       | 46:56 | 48:40 | –     | 94:96    |
| 28    | Mexiko                       | Australien                   | 45:48 | 40:36 | –     | 85:84    |
| 29    | Argentinien                  | Tschechoslowakei             | 46:65 | 45:48 | –     | 91:113   |
| 30    | Philippinen                  | Zentralafrikanische Republik | 41:49 | 46:37 | –     | 87:86    |

## Finalrunde - San Juan
Nach der Vorrunde qualifizierten sich die jeweils ersten zwei Teams einer Gruppe für die Finalrunde. Gastgeber Puerto Rico und Titelverteidiger Jugoslawien waren direkt für die Finalrunde qualifiziert.
Ergebnisse von Begegnungen, welche schon in der Vorrunde stattfanden wurden übernommen. Bei Punktgleichheit in der Abschlusstabelle bestimmte der direkte Vergleich der Mannschaften über die Platzierung. Fand dadurch keine Entscheidung statt, war das Korbverhältnis der Spiele untereinander ausschlaggebend.
| Spiel | Team 1             | Team 2             | 1.H.  | 2.H.  | Verl. | Ergebnis |
| ----- | ------------------ | ------------------ | ----- | ----- | ----- | -------- |
| 31    | Spanien            | Sowjetunion        | 37:45 | 34:55 | –     | 71:100   |
| 32    | Brasilien          | Jugoslawien        | 31:35 | 29:49 | –     | 60:84    |
| 33    | Puerto Rico        | Vereinigte Staaten | 22:52 | 54:42 | –     | 76:94    |
| 34    | Kuba               | Jugoslawien        | 44:54 | 39:47 | –     | 83:101   |
| 35    | Kanada             | Vereinigte Staaten | 37:55 | 57:60 | –     | 94:115   |
| 36    | Puerto Rico        | Spanien            | 43:50 | 43:52 | –     | 86:102   |
| 37    | Kanada             | Spanien            | 52:41 | 34:32 | –     | 86:73    |
| 38    | Jugoslawien        | Sowjetunion        | 45:46 | 37:33 | –     | 82:79    |
| 40    | Brasilien          | Puerto Rico        | 34:33 | 39:35 | –     | 73:68    |
| 41    | Kanada             | Brasilien          | 28:32 | 46:43 | –     | 74:75    |
| 42    | Kuba               | Sowjetunion        | 36:41 | 30:42 | –     | 66:83    |
| 39    | Kuba               | Vereinigte Staaten | 41:47 | 29:36 | –     | 70:83    |
| 43    | Jugoslawien        | Puerto Rico        | 41:31 | 52:54 | –     | 93:85    |
| 44    | Jugoslawien        | Kanada             | 53:39 | 37:51 | 12:9  | 102:99   |
| 45    | Kuba               | Spanien            | 39:38 | 45:37 | –     | 84:75    |
| 46    | Vereinigte Staaten | Brasilien          | 45:32 | 58:51 | –     | 103:83   |
| 47    | Sowjetunion        | Puerto Rico        | 44:39 | 43:37 | –     | 87:76    |
| 48    | Spanien            | Brasilien          | 44:37 | 37:44 | 12:10 | 93:91    |
| 49    | Vereinigte Staaten | Jugoslawien        | 41:50 | 50:38 | –     | 91:88    |
| 50    | Sowjetunion        | Kanada             | 47:29 | 45:31 | –     | 92:60    |
| 51    | Kuba               | Puerto Rico        | 43:34 | 54:64 | –     | 97:98    |
| 52    | Spanien            | Jugoslawien        | 35:37 | 36:42 | –     | 71:79    |
| 53    | Sowjetunion        | Vereinigte Staaten | 55:55 | 50:39 | –     | 105:94   |
| 54    | Kuba               | Brasilien          | 33:54 | 52:26 | –     | 85:80    |
| 55    | Puerto Rico        | Kanada             | 37:29 | 42:45 | –     | 79:74    |

## Endstände
| Rang                 | Team                         |            |            |
| Finalrunde           | Finalrunde                   | Finalrunde | Finalrunde |
| -------------------- | ---------------------------- | ---------- | ---------- |
| 1                    | Sowjetunion                  |            |            |
| 2                    | Jugoslawien                  |            |            |
| 3                    | Vereinigte Staaten           |            |            |
| 4                    | Kuba                         |            |            |
| 5                    | Spanien                      |            |            |
| 6                    | Brasilien                    |            |            |
| 7                    | Puerto Rico                  |            |            |
| 8                    | Kanada                       |            |            |
| Klassifikationsrunde |                              |            |            |
| 9                    | Mexiko                       |            |            |
| 10                   | Tschechoslowakei             |            |            |
| 11                   | Argentinien                  |            |            |
| 12                   | Australien                   |            |            |
| 13                   | Philippinen                  |            |            |
| 14                   | Zentralafrikanische Republik |            |            |